# Ken Ham
Kenneth Alfred Ham, född 20 oktober 1951 i Cairns, är en australisk-amerikansk  kreationist. Ham förespråkar ungjordskreationism och menar att skapelseberättelsen i första mosebok är bokstavligen sann. Han är direktör för Answers in Genesis och Skapelsemuseet.
Ham studerade vid Queensland Institute of Technology och University of Queensland. I slutet av 1970-talet arbetade Ham som lärare och föreläste på fritiden om kreationism. Han var sedan direktör för Creation Science Foundation (CSF) i Australien. Han flyttade till USA 1987 och började arbeta för  Institute for Creation Research (ICR). Han slutade på ICR 1993 och grundade Creation Science Ministries, som sedan bytte namn till Answers in Genesis-US, varpå CSF också bytte namn till Answers in Genesis (AiG). 2006 uppstod meningsskiljaktigheter om hur AiG skulle styras, varpå de lokala avdelningarna utanför USA och Storbritannien bröt sig ur och bytte namn till Creation Ministries International.
Ham har skrivit flera böcker, bland annat The Lie: Evolution (1987, reviderad utgåva 2012), One Race One Blood, The Great Dinosaur Mystery Solved! och Why Won't They Listen?. Han har också synts i dokumentärfilmer som Friends of God: A Road Trip with Alexandra Pelosi (2007), Religulous och Dragons or Dinosaurs: Creation or Evolution? (2010). I februari 2014 anordnade Answers in Genesis en uppmärksammad debatt om kreationism mellan Ken Ham och Bill Nye. Debatten väckte uppmärksamhet i media och sågs av uppskattningsvis minst tre miljoner tittare via internet.
Hams trosuppfattningar och taktiker har kritiserats av andra kristna, av gammaljordskreationister samt av vetenskapsmän. Greg Neyman på Old Earth Mininstries skriver att Ham visar en avsiktlig okunnighet om en gammal jord och att han "avsiktligen vilseleder" sina läsare. Ham har kritiserat BioLogos, som förespråkar teistisk evolution, varpå BioLogos svarat på kritiken.